# Lance Armstrong
Lance Armstrong je umirovljeni američki biciklist. Sedam puta zaredom (1999. – 2005.) je osvajao najveću biciklističku utrku na svijetu Tour de France. Svjetski prvak je bio 1993. i vlasnik bronce s Olimpijskih igara u Sydneyu. 2009. godine se vratio profesionalnom biciklizmu nakon trogodišnje pauze i osvojio 3. mjesto na Tour de France-u. 2010. godine je vozio za momčad Radio Shack, koju je i sam osnovao.

U kolovozu 2012. Američka antidopinška agencija, zabranjuje mu daljnje nastupe i oduzima mu sve naslove pobjednika Tour de Francea. 
 jer je sve pobjede ostvario pod dopingom.